# Romain Vilon Guézo
Romain Vilon Guézo, mort le 17 janvier 2013 à Abomey, sa ville natale, est un syndicaliste et un homme politique béninois.

## Biographie
Secrétaire général de l'Union générale des travailleurs du Dahomey, représentant des syndicats au Conseil économique et social, il exerce un pouvoir important sur le milieu syndical jusqu'aux années 1970. Cependant, l'émergence de la Ligue internationale de la défense des droits du peuple et son soutien au président Mathieu Kérékou lui coûtent son poste de leader de l'Union syndicale nationale (1975). Sa loyauté à l'égard du régime lui vaut toutefois d'être nommé secrétaire général de la nouvelle Union nationale des syndicats des travailleurs du Bénin, créée par le gouvernement.
Vice-président de l'Assemblée nationale révolutionnaire de 1980 à 1984, il en prend la présidence en juillet 1984 à la mort d'Ignace Adjo Boco. Il occupe cette fonction jusqu'en février 1990,.
En 1998, il devient vice grand chancelier, un poste qu'il occupe jusqu'à sa mort.
Membre de la famille royale Fon, il a présidé l'union des familles royales de l'ancien Royaume du Dahomey.

## Distinctions
Il est nommé Grand chancelier de l'ordre national du Bénin le 30 décembre 2011.